# Beschuldigde, sta op
Beschuldigde, sta op was een Vlaamse advocatenserie die van 1964 tot 1980 op de toenmalige BRT liep. In de serie werden fictieve en authentieke assisenprocessen nagespeeld. Destijds was het een van de populairste programma's op de BRT.

## Concept
De regie en scenario's werden verzorgd door Jan Matterne en de productie was in handen van Herwig Jacquemyns. Oorspronkelijk speelde men echte beruchte assisenprocessen na, waarvoor journalist Louis De Lentdecker de research deed. Deze eerste versie van het programma liep van 1964 tot 1970. Toen De Lentdecker echter na verloop van tijd geen verfilmbare rechtszaken meer kon vinden, besloot Matterne om zelf processen te bedenken. Deze tweede versie van de reeks liep van 1970 tot 1980.
Thieu Croonenberghs vervulde de rol van assisenvoorzitter. Andere bekende acteurs uit die tijd vervulden gastrollen. Na het overlijden van Thieu Croonenberghs in 1976 werd de rol van de voorzitter overgenomen door Frans De Clerck, die aanvankelijk de rol van openbaar aanklager speelde.
In 1981 trachtte de BRT een nieuwe advocatenserie, Met voorbedachten rade te lanceren en in 1998 volgde Hof van Assisen, maar deze reeksen kenden niet hetzelfde succes.
Acteurs Leah Thys en Jos De Man, die later met elkaar trouwden, leerden elkaar op de set van "Beschuldigde, sta op" kennen.